# Мокрый Гашун
Мокрый Гашун — посёлок в Зимовниковском районе Ростовской области. Административный центр Мокрогашунского сельского поселения.
Основан как временное поселение в 1879 году
Население - 926 (2010)

## География
Хутор расположен на юго-востоке Зимовниковского района в пределах Ергенинской возвышенности, являющейся частью Восточно-Европейской равнины, в балке Мокрый Гашун, у истоков реки Малый Гашун, на высоте 137 м над уровнем моря. Рельеф местности - холмисто-равнинный. В балке Мокрый Гашун имеются пруды
По автомобильной дороге расстояние до Ростова-на-Дону составляет 320 км, до ближайшего города Волгодонск - 100 км, до районного центра посёлка Зимовники - 44 км. 

### Климат
Климат умеренный континентальный (согласно классификации климатов Кёппена-Гейгера - Dfa). Среднегодовая температура воздуха положительная и составляет + 9,2 °C, средняя температура самого холодного месяца января - 5,1 °C, самого жаркого месяца июля +  23,6 °C. Расчётная многолетняя норма осадков - 407 мм. Наименьшее количество осадков выпадает в феврале и марте (по 26 мм), наибольшее в июне (47 мм).

### Улицы
- ул. Ветеранов,
- ул. Инженерная,
- ул. Молодёжная,
- ул. Парковая,
- ул. Прудовая,
- ул. Скибы,
- ул. Тавричанская,
- ул. Центральная.

## История
Основан как временное поселение в 1879 году. В 1894 году во временном поселении Мокрый Гашун была освящена Казанская походная церковь с церковно-приходской школой. В 1915 году временное поселение Мокрый Гашун имело 70 дворов, в которых проживало 466 человек.
В начале января 1918 года создаётся Мокро-Гашунский волостной Совет и ревком. В годы Гражданской войны на территории Зимовниковской волости проходили тяжелые бои со сменой власти. Советская власть вновь установлена в конце 1919 - начале 1920 года.
Согласно первой Всесоюзной переписи населения 1926 года население хутора составило 416 человек, в т.ч. 229 великороссов и 177 украинцев.
В 1929 году организован колхоз имени Скибы. В 1930 году предполагалось включение Мокро-Гашунского сельсовета в новый Калмыцкий район, однако оно осуществлено не было. В 1964 году открывается мельница, в 1967 году – кирпичный завод, в 1968 году – новая школа, в 1969 году – участковая больница. С 1981 по 1997 год были построены дом культуры, клуб, спортивный зал, машинно-тракторная мастерская, овчарни, новые водопроводы на фермах.

## Население
Динамика численности населения
| 1915 | 1926 | 2002 |
| ---- | ---- | ---- |
| 466  | 416  | 920  |

| 2010 |
| ---- |
| 926  |